# Ischnochiton crassus
Ischnochiton crassus är en blötdjursart som beskrevs av Kaas 1985. Ischnochiton crassus ingår i släktet Ischnochiton och familjen Ischnochitonidae.
Artens utbredningsområde är Moçambique. Inga underarter finns listade i Catalogue of Life.